# قربان‌آباد (درگز)
قربان‌آباد (درگز)، روستایی از توابع بخش لطف‌آباد شهرستان درگز در استان خراسان رضوی ایران است.

## جمعیت
این روستا در دهستان دیباج قرار دارد و براساس سرشماری مرکز آمار ایران در سال ۱۳۸۵، جمعیت آن ۱۰۳ نفر (۲۸خانوار) بوده‌است.